# Kalta liga
Kalta liga (armeniska: ქალთა ლიგა, fritt översatt:  Kvinnoligan) var en kvinnoförening i Georgien, grundad 1916. 
Kato Mikeladze grundade rösträttsföreningen 1916, inspirerad av den brittiska suffragettrörelsen. Föreningen hade sin egen tidning, 'Chma kartveli kalisa (georgiska: ხმა ქართველი ქალისა, fritt översatt: Den georgiska kvinnans röst). Det var den första organisationen för politiska rättigheter för kvinnor i Georgien. 
Rörelsen var framgångsrik, när Georgien blev ett självständigt land 1918 infördes rösträtt för kvinnor, och i dess första demokratiska val fick fem kvinnor platser i parlamentet. Efter att Georgien blev en sovjetrepublik 1921 förbjöds alla icke statliga politiska organisationer, inklusive kvinnorörelsen, och fullständig jämlikhet mellan könen infördes istället automatiskt av sovjetregimen. 